# Teuku Ichsan
Teuku Muhammad Ichsan (sinh ngày 25 tháng 11 năm 1997), thường được biết với tên Teuku Ichsan là một cầu thủ bóng đá người Indonesia hiện tại thi đấu ở vị trí tiền vệ cho câu lạc bộ tại Liga 1 Bhayangkara.

## Sự nghiệp

### Bhayangkara FC
Ngày 7 tháng 5 năm 2017, Ichsan có màn ra mắt với 1 bàn thắng ở phút 79 trước Gresik United.

## Danh hiệu

### Câu lạc bộ
Bhayangkara
- Liga 1: 2017